# Nilguiris (distrito)
O distrito dos Nilguiris (em tâmil: நீலகிரி மாவட்டம்; em inglês: Nilgiris) ou distrito de Nilguiris é um distrito do estado de Tâmil Nadu, no sul da Índia. O nome Nilguiri(s) — que significa "montanhas azuis"[a] — é partilhado com os montes Nilguiri e a cordilheira de montanhas que ocupa o canto noroeste do estado de Tâmil Nadu e penetra nos estados vizinhos de Carnataca e Querala.
A capital do distrito é Udhagamandalam (também conhecida como Ooty e Ootacamund). O distrito tem 2 452,5 km² de área e em 2011, o distrito tinha 735 394 habitantes (densidade: 299,9 hab./km²). O distrito dos Nilguiris inclui seis talucas: Udhagamandalam, Kundah, Coonoor, Kotagiri, Gudalur e Pandalur. Estas estão agrupadas em quatro Uniões Panchayat — Udhagamandalam, Coonoor, Kotagiri e Gudalur; e dois municípios — Wellington Cantonment (Acantonamento de Wellington) e Aruvankadu Township.

## Geografia e clima
Praticamente todo o território do distrito é montanhoso e situa-se entre os 900 e 2 633 metros de altitude. Aproximadamente 60% da terra arável situa-se em encostas cuja inclinação varia entre 16 e 35%. Quase todo o distrito se encontra nos montes Nilguiri, um sub-sistema dos Gates Ocidentais e o seu cume  mais alto é o Doddabetta, com 2 633 m de altitude. A área do distrito tem aproximadamente 130 km na direção norte-sul (latitudes entre 10º 38' N e 11º 49' N) e 185 km na direção leste-oeste (longitudes entre 76º 0' E e 77º 9' E). Confina a norte com os distritos de Mysore e Wayanad (ambos em Carnataca); a oeste com os distritos de Malappuram e Palakkad (em Carnataca); a sul com o distrito de Coimbatore (em Tâmil Nadu); a leste com os distritos de Erode (em Tâmil Nadu) e Chamarajanagar (em Carnataca).
A altitude dos Nilguiris faz com que a região seja bastante mais fria e húmida do que as planícies em volta, o que a torna popular para quem quer evitar o calor do verão e adequada para o cultivo de chá. Durante esta estação, a temperatura não ultrapassa os 25°C, descendo até 10°C de mínimas. Durante o inverno, a temperatura máxima é 20°C e a mínima 0°C. As colinas dos Downs são muito semelhantes às suas homónimas do sul de Inglaterra e durante o Raj (período colonial britânico) foi usado para atividades populares na região inglesa, nomeadamente a caça.
Geralmente o distrito recebe chuva tanto durante a monção de sudoeste (junho a setembro) como durante a monção de nordeste (a partir de setembro). As talucas de Gudalur, Pandalaur, Kundah e parte da de Udhagamandalam recebem chuva da primeira monção, enquanto que as talucas de Coonoor são Kotagiri recebem chuva da segunda. A preecipitação média anual no conjunto das 16 estações de registo meteorológico da distrito é de 1 920 mm.
A capital e principal cidade dos Nilguiris, Udhagamandalam, uma das mais famosas hill stations (estâncias de montanha) do Raj. Tem vários edifícios com aspeto muito britânico, nomeadamente as igrejas, muitas delas desenhadas pelo arquiteto Robert Fellowes Chisholm. Há inclusivamente um cruzamento chamado Charing Cross, como em Londres e Lahore. As outras cidades mais importantes do distrito são Coonoor, Kotagiri, Gudalur e Aruvankadu. A principais atrações turísticas em Coonoor são Lambs Rock e o parque Sims. Neste último realiza-se um "Show da Fruta" no verão, no qual são expostas frutas de todo o tipo. O parque situa-se no caminho para Kotagiri.

## Demografia e línguas
Segundo o censo de 2011, o distrito tinha 735 394 habitantes e um rácio homens-mulheres de 1 042 mulheres por cada 1 000 homens, muito superior à média nacional de 929. 9,1% dos habitantes tinham menos de seis anos e as "castas e tribos reconhecidas" (Scheduled Castes and Scheduled Tribes) representavam 32,1% e 4,5% da população. A taxa de analfabetismo é de 22,54%, inferior à média nacional de 27,01%. O número de residências registadas era 197 653.
Os antropólogos, que trabalharam intensivamente no distrito desde o final do século XIX, identificaram 15 tribos entre a população nos Nilguiris, cujas origens são incertas. As mais conhecidas são os Todas e os Kotas, cuja economia se baseia na criação de búfalos e cujos xailes bordados a vermelho, preto e branco e joalheria de prata são muito procurados. Outras etnias minoritárias presentes da região são os Kurumba, Irula, Paniyan, Kattunaicken e os Badagas. Estes últimos representam cerca de 18% da população com 135 000 pessoas, enquanto que os Todas não são mais do que 1 500 e os Kotas pouco mais de 2 000.
Em termos religiosos, segundo o censo de 2001, os hindus constituíam 78,6% da população , os cristãos 11,45%, os muçulmanos 9,55% e o resto dos habitantes (0,4%) professava outros credos ou era ateu.[carece de fontes?]
A língua mais falada do distrito é o tâmil. Muitas pessoas entendem e falam inglês. O canarês, malaiala e o hindi também são usados. Há ainda 12 línguas tribais, todas dravídicas. Os Nilguiris são a pátria da língua toda, falada pelos Todas, e da língua kota, falada pelas tribos Cota. Em áreas da parte ocidental, também é falado o paniya.[carece de fontes?] Outra língua importante é o badaga (ou badagu), que no passado foi a língua franca da região e ainda é falado por aproximadamente 135 000 badagas em cerca de 432 aldeias (outras fontes falam em 245 000 falantes em 200 aldeias).
Nos Nilguiris existem 10 línguas dravídicas que não se encontram em mais nenhum local e que foram estudadas em detalhe por linguistas. Os topónimos locais são derivados principalmente do badaga (exemplos: Doddabetta, Coonoor, Kotagiri, Gudaluru, Kunda, etc.), mas Ootacamund é de origem toda (Udagamandalam, o nome oficial atual da cidade, é uma tamilização recente).

## História
Ao contrário do que acontece no resto da Índia, não há evidências históricas de terem existido estados nos Nilguiris ou que a região tivesse feito parte de algum reino ou império. Os Nilguiris eram originalmente terras tribais dos Todas, Badagas, Kotas, Kurumba e Irula. O planalto mais baixo de Wynaad, na parte ocidental do distrito, era habitado por outras tribos.
Os Todas tinham pequenos povoados (“mund”) um pouco por quase todo o planalto. Os Kotas viviam em sete aldeias ("kokal") dispersas. Os Badagas são o maior grupo indígena no distrito; tinham 435 aldeias ("hatti”) nas partes central e oriental do planalto. Tanto os Todas como os Badagas tinham também alguns poucos povoados no planalto de Wynaad e nos vizinhos montes Biligiriranga.
Os principais proprietários de terras antes de serem criadas as plantações de café e chá de proprietários britânicos eram Todas, Kotas e Badagas, à exceção do planalto de Wynaad. Há várias evidências linguísticas e culturais que indicam que os Badagas vivem na região desde meados do século XVI, tendo a maior parte deles imigrado entre 1565 e 1617 de um conjunto de aldeias perto de Nanjangud, no sul de Mysore (atualmente no estado de Carnataca), embora alguns tenham chegado depois disso. A língua badaga é muito próxima do canarês, a língua predominante em Carnataca.
Durante esse mesmo período, a região foi visitada pela primeira vez por europeus: um padre italiano de nome Fenicio explorou as montanhas e entrevistou pessoas que se chamavam a si próprias Toda e Badega; estas últimas ocupavam então apenas três aldeias. Depois dele, os Gates foram ignorados pelos europeus durante cerca de dois séculos, até que Arthur Wellesley (que depois viria a tornar-se o 1.º Duque de Wellington) comandou uma breve operação militar em Wynaad em 1800. Entre 1804 e 1818 vários membros da Companhia Britânica das Índias Orientais visitaram brevemente algumas partes dos Nilguiris. John Sullivan, então collector ("cobrador") de Coimbatore, foi mais persistente, tendo enviado em 1812 W. Keys e C. McMahon aos Nilguiris para fazerem um levantamento exaustivo da região. Os exploradores chegaram ao local onde se situa Ootacamund, mas não viram todo o planalto. Apesar disso, a missão foi importante pois foi o primeiro levantamento britânico do planalto e foi produzido um mapa. Em 1818 foi realizada outra exploração mais detalhada por J. C. Whish, N. W. Kindersley e Mohammed Rifash Obaidullah, ao serviço do Serviço Civil de Madrasta, em cujo relatório se dizia que se tinha descoberto "a existência de uma meseta que tem clima europeu".
A região foi ocupada rapidamente de forma pacífica a partir de 1819. Havia então 40 fortes de adobe, mas estavam todos em desuso. John Sullivan tornou-se o primeiro residente europeu dos Nilguiris quando em 1819 construiu uma casa no que é hoje Ootacamund. Também ele reportou ao governo de provincial de Madrasta a amenidade do clima. Em breve outros europeus começaram a instalar-se na região ou a usá-la como estância de verão ou residência de aposentados. Em 1870 teve início a prática de transferir o pessoal mais importante do governo para as montanhas durante os meses de verão. Ooty (nome pelo qual era conhecida popularmente Ootacamund) tornou-se assim a capital de verão da Presidência de Madrasta (uma das província da Índia britânica). No fim do século XIX, as montanhas eram de fácil acesso devido à construção de várias estradas através dos gates e da linha ferroviária.
Apesar de serem faladas mais de 12 línguas nos Nilguiris, os indígenas eram iletrados, o que só mudou quando missionários alemães e suíços abriram escolas para rapazes e raparigas em várias aldeias badagas a partir de 1847.
Quando os Estabelecimentos dos Estreitos enviaram vários condenados chineses para serem presos na Índia, no final do século XIX, alguns deles foram estabelecidos no planalto de Nilguiri, perto de Naduvattam, onde casaram com mulheres tâmeis da casta Pária, com as quais tiveram filhos. Um desses chineses, um jardineiro ou hortelão, teve um papel importantíssimo no futuro da região, pois trabalhou com Margaret B. L. Cockburn para criar a primeira plantação de chá de Nilguiri, a Allport's, em 1863, em Aruvenu, perto de Kotagiri. O pai de Margaret, Montague D. Cockburn tinha criado a primeira plantação de café da região no mesmo local pouco depois de 1830.

## Infraestruturas

### Transportes
A Estrada Nacional Negapatão–Gundlupet (NH67) passa pelo distrito e há várias estradas que atravessam os Gates e que ligam com as cidades mais próximas nos estados de Tâmil Nadu, Querala e Carnataca, algumas delas construídas no século XIX. Todas as talucas (divisões administrativas menores ou simplesmente aldeias) são servidas por estradas. Os principais terminais rodoviários do distrito é o Ooty bus stand (também chamado Udhagamandalam Central Bus Stand) e o Municipal Bus Stand em Coonoor.
O Nilgiri Mountain Railway (caminho de ferro de montanha de Nilguiri), que liga Mettupalayam a Udhagamandalam via Coonoor desde 1908, e ainda usa locomotivas a vapor, é uma atração turística mundialmente conhecida. Aparece no filme Passagem para a Índia de David Lean, como o comboio para as grutas. A linha foi projetada por suíços e usa cremalheiras entre Kallar e Coonoor. Faz parte da inscrição "Caminhos de Ferro de Montanha na Índia" da lista do Património Mundial da UNESCO desde 2005. Serve muitas das áreas mais povoadas do distrito, como Coonoor, Wellington, Aruvankadu, Ketti, Lovedale Udhagamandalam.
O aeroporto mais próximo é Aeroporto Internacional de Coimbatore (IATA: CJB, ICAO: VOCB).

### Eletricidade
No distrito há 10 centrais hidroelétricas:
- Pykara Power House — em Pykara
- Pykara Micro Power House — em Pykara
- Moyar Power House — em Moyar River
- Kundah Power House I — em Kundah
- Kundah Power House II — em Ketti
- Kundah Power House III — em Pillur
- Kundah Power House IV — em Paralli
- Kundah Power House V — em Avalanche
- Kundah Power House VI — em Kattukuppam (Emerald)
- Kateri hydro-electric system — em Kateri

### Saúde
O distrito dispõe de um hospital do governo (District Headquarters Government Hospital), 5 hospitais de taluca (Taluk Hospitals), 28 centros de saúde primária (Primary Health Centres), 194 sub-centros de saúde e 5 Plague circles.

## Agricultura
A agricultura nos Nilguiris é sobretudo de horticultura e a economia agrícola local está muito dependente do êxito de colheitas como a batata, couve, cenoura, chá, café, especiarias e fruta. As explorações mais importantes são plantações de chá e café, embora a produção de cardamomo, pimenta e borracha. O célebre chá Nilguiri cresce em altitudes entre 1 000 e mais de 2 500 metros. A área também produz óleo de eucalipto e hortaliças de zonas temperadas.
Batatas e outros hortícolas são cultivados sobretudo nas talucas de Udhagamandalam e Coonoor. Na zona de Thengumarahada da taluca de Kotagiri também se cultiva arroz. Outras colheitas são milho-painço, trigo, fruta, legumes e hortaliças. Há poucos sistemas de irrigação, embora haja alguns açudes para explorar nascentes naturais.

## Ambiente
Ecorregiões
Grande parte dos Nilguiris faz parte de duas ecorregiões. A ecorregião das florestas tropicais húmidas do Gates do sudoeste encontra-se entre os 250 e os 1 000 m de altitude e estende-se a sul ao longo do maciço dos Gates Ocidentais até à extremidade sul da Índia. As florestas dominados por um conjunto variado de árvores, muitas delas de folha caduca, que perdem as folhas durante a estação seca (inverno e primavera). Nestas florestas vive a maior manada de elefantes da Índia, cujo habitat se estende desde os NIlguiris até aos Gates Orientais. Os Nilguiris e Gates de sudoeste são também um dos mais importantes habitats de tigre que restam na Índia.
A outra ecorregião, a florestas húmidas dos Gates do sudoeste, cobre áreas com mais de 1 000 m de altitude. São florestas de perenifólias extramemente diversas. Acima dos 1 500 m, as perenifólias dão gradualmente lugar a sholas (nome dado ás zonas de "florestas atrofiadas", intercaladas com áreas de pastagens e matagais de montanha). As pastagens de altitude são o habitat do tahr do Nilguiri,  uma cabra selvagem de aspeto atarracado e cornos curvos. Estes animais só se encontram nas pastagens de montanha dos Gates do sudoeste e o seu número mal chega aos 2 000 indivíduos.
Parques nacionais
Há três parques nacionais, todos contínguos, que protegem partes dos montes Nilguiri. O Parque Nacional de Mudumalai tem 321 km² e situa-se na parte norte do maciço montanhoso, onde se juntam as fronteiras dos estados do Tâmil Nadu, Querala e Carnataca. O Parque Nacional de Mukurthi, com 78 km², situa-se na parte sudoeste do maciço, já em Querala, junto à fronteira; uma parte dele são sholas intactas, onde vive o tahr do Nilguiri. O Parque Nacional de Silent Valley, com 90 km², situa-se a sul do de Mukurti, igualmente na zona limítrofe de Querala.
Fora desses parques, grande parte das florestas nativas foram limpas para a criação de gado ou foram substituídas por plantações de chá, eucalipto, quinquina e acácia. Contudo, todo o maciço, juntamente com parte dos Gates Ocidentais a noroeste e a sudoeste, foi incluído em 1986 na primeira reserva da biosfera da Índia, a Reserva da Biosfera de Nilguiri. Em janeiro de 2010, as autoridades locais

## Turismo
O turismo é um fonte de receitas importante para os Nilguiris. No distrito encontram-se várias hill stations ("estâncias de montanha") populares, que se enchem de turistas no verão. Entre elas destaca-se Udhagamandalam (Ooty), Coonoor, Gudalur e Kotagiri. O caminho de ferro de Nilguiri, popularmente conhecido como Toy Train ("comboio brinquedo"), atrai muita gente, pois a durante viagem pode disfrutar-se de vistas de grande beleza das montanhas, florestas e campos de chá. O Parque Nacional de Mudumalai é popular entre os entusiasta da vida selvagem, campistas e mochileiros. Outras atrações turísticas são as cascatas de Pykara, o lago de Ooty, Avalanche e o pico de Doddabetta.